# أسوماتسو-سان
أسوماتسو-سان (باليابانية: おそ松さん، بالروماجي: Osomatsu-san) مسلسل أنمي تلفزيوني من إخراج يويتشي فوجيتا، ومن إنتاج استوديو بيرو، مقتبس من سلسلة مانغا من تأليف فوجيو أكاتسوكا، أسوماتسو-كون. عرض الأنمي في 6 أكتوبر عام 2015 واستمر عرضه حتى 30 مارس عام 2021، وتكون من 75 حلقة + حلقة خاصة.

## القصة
تدور أحداث القصة عن ستة توائم، كسالى وعاطلون عن العمل، ويسببون الأذى للآخرين.

## الشخصيات

### الأشقاء ماتسونو
أسوماتسو ماتسونو (باليابانية: 松野 おそ松، بالروماجي: Matsuno Osomatsu)
أداء صوتي: تاكاهيرو ساكوراي
كاراماتسو ماتسونو (باليابانية: 松野 カラ松، بالروماجي: Matsuno Karamatsu)
أداء صوتي: يويتشي ناكامورا
تشوروماتسو ماتسونو (باليابانية: 松野 チョロ松، بالروماجي: Matsuno Choromatsu)
أداء صوتي: هيروشي كاميا
إيتشيماتسو ماتسونو (باليابانية: 松野 一松، بالروماجي: Matsuno Ichimatsu)
أداء صوتي: جون فوكوياما
جيوشيماتسو ماتسونو (باليابانية: 松野 十四松، بالروماجي: Matsuno Jūshimatsu)
أداء صوتي: دايسكي أونو
تودوماتسو ماتسونو (باليابانية: 松野 トド松، بالروماجي: Matsuno Todomatsu)
أداء صوتي: ميو إيرينو

### شخصيات أخرى
توتوكو (باليابانية: トト子، بالروماجي: Totoko)
أداء صوتي: أيا إندو
إيامي (باليابانية: イヤミ، بالروماجي: Iyami)
أداء صوتي: كينيتشي سوزومورا
تشيبيتا (باليابانية: チビ太، بالروماجي: Chibita)
أداء صوتي: ساتشي كوكوريو
ماتسوزو ماتسونو (باليابانية: 松野 松造، بالروماجي: Matsuno Matsuzō)
أداء صوتي: كازوهيكو إينوي
ماتسويو ماتسونو (باليابانية: 松野 松代، بالروماجي: Matsuno Matsuyo)
أداء صوتي: كوجيرا
هاتابو (باليابانية: ハタ坊، بالروماجي: Hatabō)
أداء صوتي: موموكو سايتو
ديكابان (باليابانية: デカパン، بالروماجي: Dekapan)
{{أداء صوتي||يوجي أويدا
دايون (باليابانية: ダヨーン، بالروماجي: Dayōn)
{{أداء صوتي|نوبوؤو توبيتا
نيا هاشيموتو (باليابانية: 橋本にゃー، بالروماجي: Hashimoto Nyaa)
أداء صوتي: نانامي ياماشيتا
شونوسوكي هيجيريساوا (باليابانية: 聖澤 庄之助، بالروماجي: Hijirisawa Shōnosuke)
أداء صوتي: يوجي أويدا
سالمون (باليابانية: 鮭، بالروماجي: Sake)
أداء صوتي: ياماموتو كازوتومي
غيرلي ماتسوس (باليابانية:  じょし松، بالروماجي: Joshimatsu)
أداء صوتي: تاكاهيرو ساكوراي، يويتشي ناكامورا، هيروشي كاميا، جون فوكوياما، دايسكي أونو، ميو إيرينو

## وصلات خارجية
- موقع الأنمي الرسمي باللغة اليابانية
- أسوماتسو-سان على موقع IMDb (الإنجليزية)
- أسوماتسو-سان على موقع نتفليكس (الإنجليزية)
- أسوماتسو-سان على موقع قاعدة بيانات الفيلم (الإنجليزية)
- أسوماتسو-سان على موقع ANN anime (الإنجليزية)